# Lup'ja
La Lup'ja (in russo Лупья?) è un fiume della Russia europea orientale, affluente di sinistra del fiume Kama (bacino idrografico del Volga). Scorre nel Territorio di Perm', nel rajon Gajnskij.
Il fiume ha origine negli Uvali settentrionali, vicino al confine con la Repubblica dei Komi; la sorgente si trova sullo spartiacque dei bacini del Volga e della Dvina settentrionale. Scorre principalmente verso sud attraverso diversi villaggi disabitati. La larghezza del fiume vicino alla foce è di 30 metri. Sfocia nella Kama a 1 181 km dalla foce. Ha una lunghezza di 128 km, il suo bacino è di 1 380 km².